# Dictyoptera simplicipes
Dictyoptera simplicipes är en skalbaggsart som beskrevs av Mannerheim 1843. Dictyoptera simplicipes ingår i släktet Dictyoptera och familjen rödvingebaggar. Inga underarter finns listade i Catalogue of Life.